# Bugs Bunny's Howl-oween Special
Especial de Howl-oween de Bugs Bunny  es un especial televisivo de Halloween de Looney Tunes que se estrenó en la CBS el 26 de octubre de 1977.
El programa incluye el dibujo animado completo de 1966 A-Haunting We Will Go con el Pato Lucas y Speedy Gonzales, y clips de otros ocho dibujos animados.

## Trama
Bugs Bunny sale con truco o trato como una bruja hasta que se encuentra con la casa embrujada de Witch Hazel. Los dos pasan muchas cosas juntas. Por otro lado, otros personajes de Looney Tunes se topan con situaciones tipo Halloween (incluidos  el Pato Lucas y su sobrino y sus encuentros con Witch Hazel). Al final, Witch Hazel intenta atrapar a Bugs, pero falla cuando Bugs la convierte en otro conejo y al instante se enamoran el uno del otro. 

## Reparto
- Mel Blanc como Bugs Bunny, Daffy Duck, Porky Pig, Sylvester J. Pussycat, Tweety Bird y Speedy Gonzales .
- June Foray como Witch Hazel .

## Créditos
- Dibujos animados clásicos dirigidos por Friz Freleng, Chuck Jones, Abe Levitow, Robert McKimson y Maurice Noble .
- Dirigida por David Detiege.
- Productor Ejecutivo Hal Geer .

## Dibujos animados destacados
- A-Haunting We Will Go (1966) (El sobrino del Pato Lucas se encuentra con la Bruja Hazel mientras hace un truco o trato. El Pato Lucas no cree a su sobrino y empieza a ir a la casa de la bruja para demostrarle que está equivocado).
- Broom-Stick Bunny (1956) (Bugs, también hace el truco o trato con el mismo disfraz que el sobrino del Pato Lucas, llega a la casa de Witch Hazel. La bruja lo invita a tomar el té, pero cuando Bugs se revela, comienza a irse. Witch Hazel le pide que se quede y tome el té, pero Bugs se jacta del té de su médico y se va para demostrarle a la bruja que tiene "más dinamismo". )
- Hyde y Hare (1955) (Resulta que el doctor del que habló Bugs no es otro que el Dr. Jekyll, y Bugs inevitablemente se encuentra cara a cara con el Sr. Hyde)
- Hyde and Go Tweet (1960) (Mientras Bugs se encuentra con el Dr. Jekyll, Sylvester sueña con su encuentro con un Tweety convertido en un monstruo parecido a Hyde)
- Hyde y Hare (segunda parte) (Bugs se encuentra con la fórmula Hyde del Dr. Jekyll, creyendo que es el té del médico. Después de preguntarse si realmente tiene dinamismo o no, bebe un poco ("Neh, ¿por qué no? Es Halloween ") y vuelve a Witch Hazel como un monstruo. La bruja confunde la nueva forma de Bugs con otro disfraz y lo vuelve a la normalidad, causando que Bugs se desmaye. )
- A Witch's Tangled Hare (1959) (Después de intentar agregar Bugs a su estofado, Witch Hazel lo persigue hasta un antiguo castillo)
- A Haunting We Will Go (segunda parte) (Witch Hazel convierte a Speedy Gonzales en su doble exacto. Ella mojó el queso en su brebaje de bruja después de que él le pidiera prestada una taza de queso. No es bueno actuando como una bruja. Él sustituye a la bruja mientras Lucas intenta demostrar que su sobrino se equivoca. Speedy hace un té que convierte a Lucas en la extraña criatura de Duck Amuck. La bruja convierte a Speedy y a Daffy en normales). )
- Claws for Alarm (1954) y Scaredy Cat (1948) (Bugs se encuentra con Witch Hazel nuevamente en un hotel, diciéndole que no está impresionado con sus hechizos. La bruja decide hechizar a Sylvester, que tiene que pasar la noche en el hotel con Porky Pig mientras soporta ratones asesinos. Finalmente, Sylvester no puede aguantar más y se escapa del hotel. )
- Transylvania 6-5000 (1963) (Bugs, impresionado con Witch Hazel, le da la fórmula Hyde ( porque ya no le gusta ) y abandona el hotel. Al beber la fórmula, la bruja se transforma en un vampiro y procede a acechar a Bugs.)
- Bewitched Bunny (1954) (Bugs, sin saberlo, devuelve a Witch Hazel a su forma natural, y declara: "Muy bien, conejo, has deletreado tu hechizo final. ¡Ahora es mi turno!" Ella persigue a Bugs en un pasillo sin escapatoria, pero Bugs encuentra su suministro de emergencia de polvo mágico y transforma a la bruja en una conejita, a quien Bugs ve como un interés amoroso ("Claro, lo sé, pero después de todo, quién quiere estar solo en Halloween? ) En un epílogo, los dos conejos celebran Halloween bebiendo el estofado del caldero de Witch Hazel, pero Bugs comenta que necesita sal. )

## Video casero
- El especial fue lanzado en VHS en 1994, y reeditado en DVD en 2010 con el corto Bugs Bunny de 1946 Hair-Raising Hare como un extra en el DVD.